# Wet Bed Gang
Wet Bed Gang è un gruppo musicale portoghese formatosi nel 2014. È costituito dai rapper Gerson "Gson" Costa, Lizandro "Zara G" Silva, Tomás "Kroa" David e Pedro "Zizzy Jr" Júnior.

## Storia del gruppo
La Wet Bed Gang è salita alla ribalta nel 2017 col singolo Aleluia, certificato triplo platino dalla Associação Fonográfica Portuguesa. Nello stesso anno è uscito il loro primo EP Filhos do Rossi, a cui hanno fatto seguito gli album in studio Ngana zambi (oro; 2021), detentore del primato dell'LP portoghese più ascoltato in una settimana su Spotify, e Gorilleyez (2023).
Il loro singolo più popolare è stato Devia ir, certificato diamante dalla AFP per le oltre 100 000 unità. Hanno collezionato due numero uno nella hit parade nazionale, una per Bairro (2019) e l'altra per La bella mafia (2020). Il gruppo è stato candidato per la prima volta agli MTV Europe Music Awards nella categoria di miglior artista portoghese nel 2021.

## Formazione
- Gerson "Gson" Costa – voce
- Lizandro "Zara G" Silva – voce
- Tomás "Kroa" David – voce
- Pedro "Zizzy Jr" Júnior – voce

## Discografia

### Album in studio
- 2021 – Ngana zambi
- 2023 – Gorilleyez

### EP
- 2017 – Filhos do Rossi
- 2017 – FDS (con Karetus)
- 2018 – IV

### Singoli
- 2017 – Aleluia (feat. Charlie Beats)
- 2018 – 23 de maio
- 2018 – Mesa 8
- 2018 – Devia ir
- 2019 – Bairro
- 2019 – Mais caro
- 2019 – Irresponsável
- 2019 – Head na glock
- 2019 – Depois da chuva
- 2020 – La bella mafia
- 2020 – Stay Inside
- 2021 – Perseus
- 2021 – Dollars
- 2022 – Praça onze
- 2022 – Gorillaz (feat. L7nnon)
- 2022 – Estrela maior